# Prototipado en papel

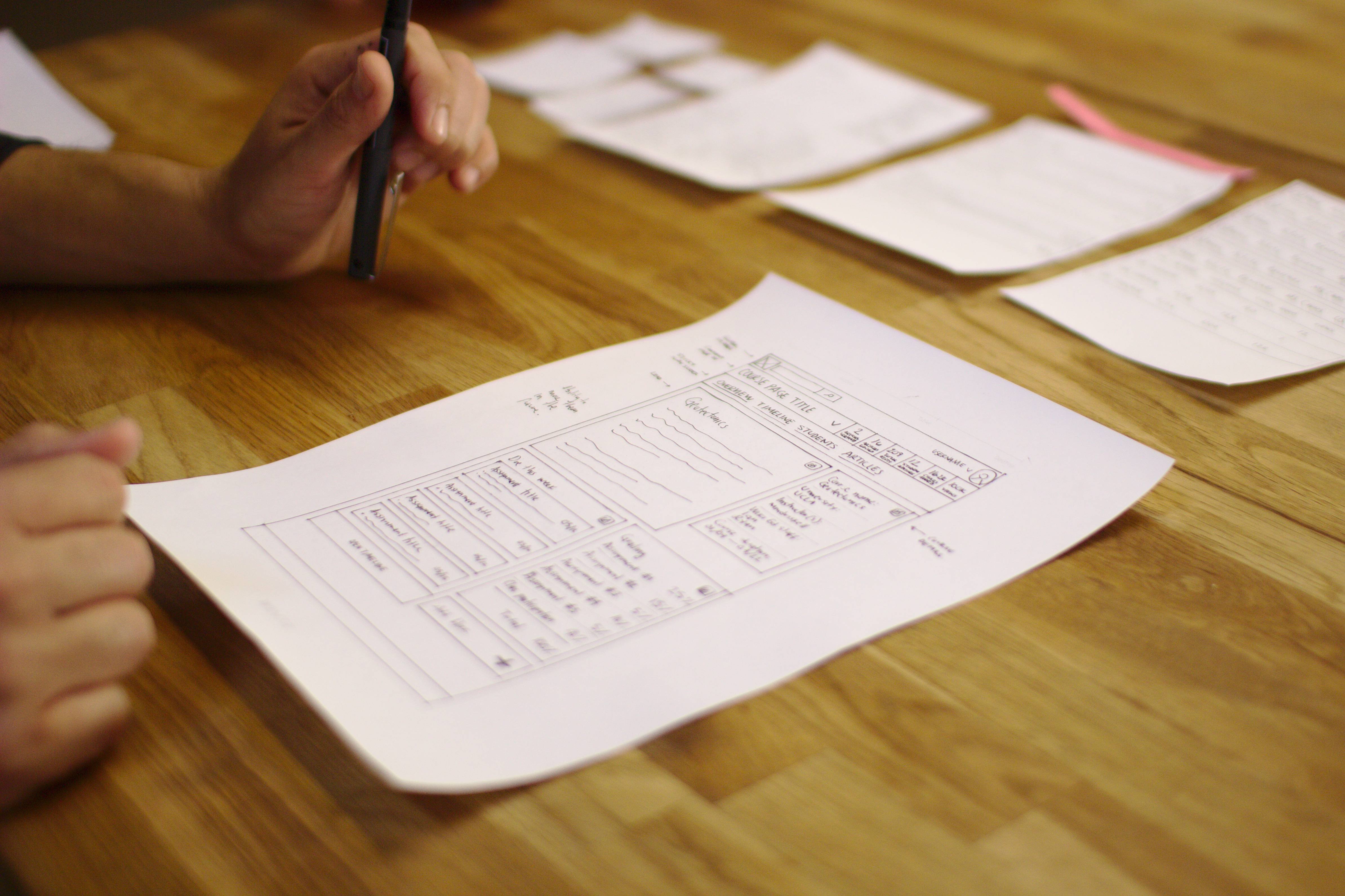
Prototipado en papel

En el campo de la interacción entre humanos y ordenadores, el prototipado en papel es un método ampliamente utilizado como método de diseño centrado en el usuario, un proceso que ayuda a los desarrolladores a crear software que cumple las expectativas y las necesidades del usuario—en este caso, especialmente en lo que se refiere al diseño y prueba de las interfaces de usuario. Es un tipo de  prototipado desechable que implica crear dibujos no demasiado detallados, incluso a mano alzada, de una interfaz que se utilizan ya sea como prototipos o como modelos de un diseño. Muchos profesionales de la usabilidad coinciden en afirmar que, aunque el prototipado en papel parece un método simple, puede proporcionar una gran cantidad de retroalimentación muy útil que resultará en el diseño de mejores productos.